# کالیان
کالیان شهری در غرب ایالت مهاراشترا در کشور هندوستان است. این بندر هم‌اکنون یکی از بخش‌های کلان‌شهر بمبئی به‌شمار آمده و در بمبئی نو یا ناوی مومبای واقع است.
کالیان به مدت دو هزار سال از بندرهای مهم منطقه به‌شمار می‌آمد تا این‌که پیشرفت شهر بمبئی این بندر و بندرهای خواهر آن را زیر پرتو خود گرفت.

## نگارخانه

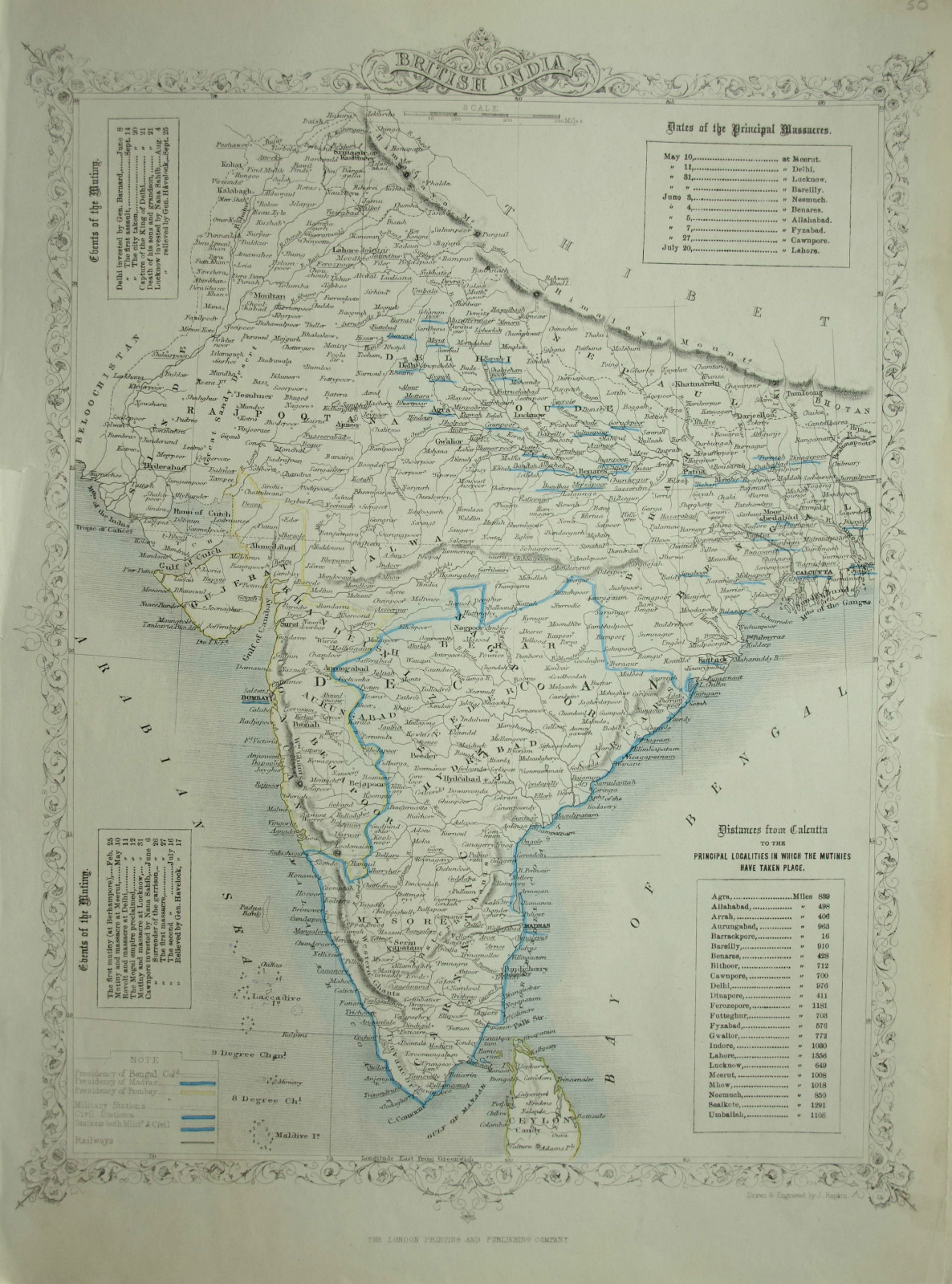
A post 1857 map by John Tallis focused on the events of the Rebellion. The author spells Kalyan as "KALYAN LANJA"/"Calliannee".
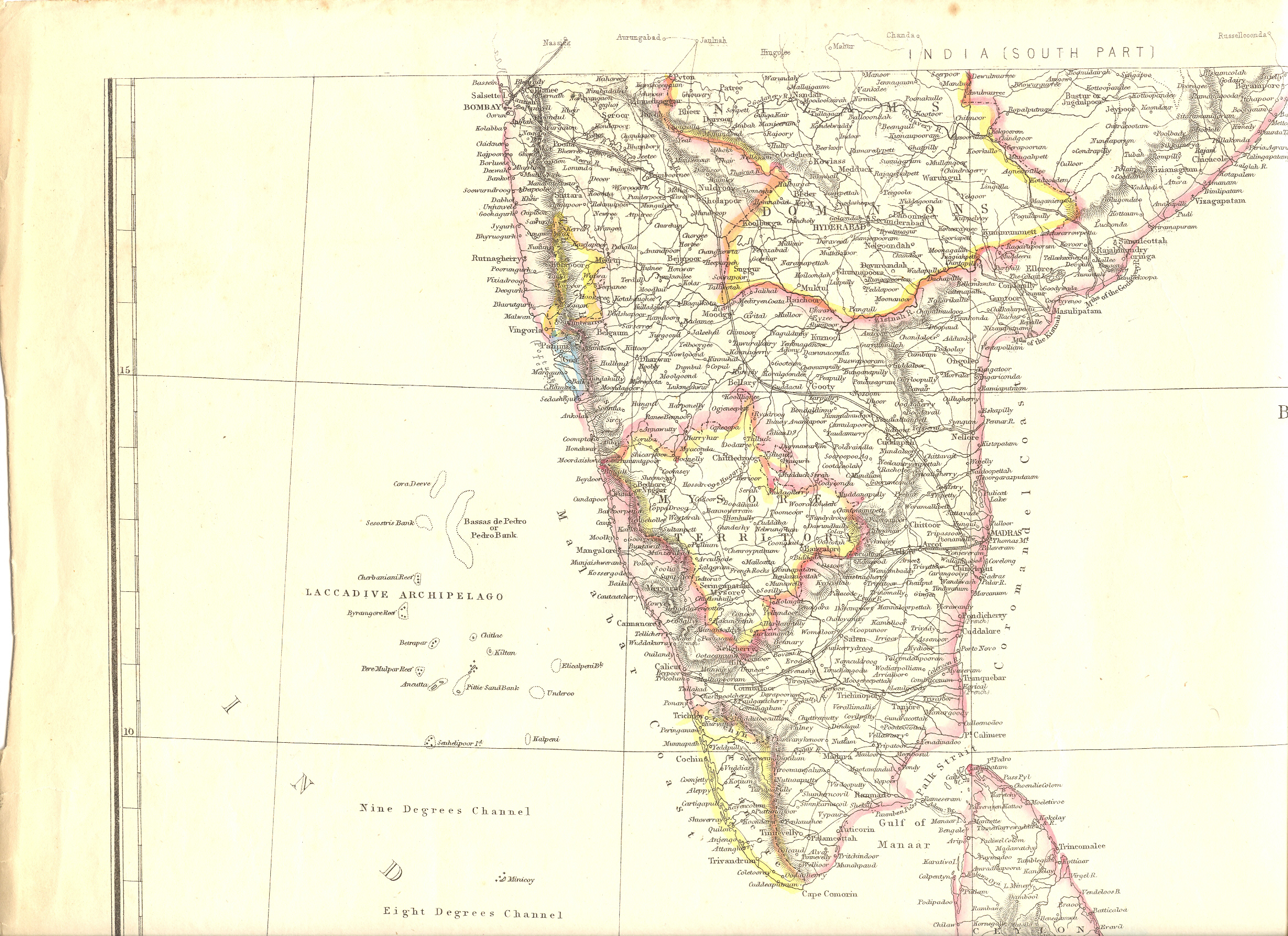
India, by Edward Weller, for the Weekly Dispatch Magazine, c.1859. Spelled "Callianee".
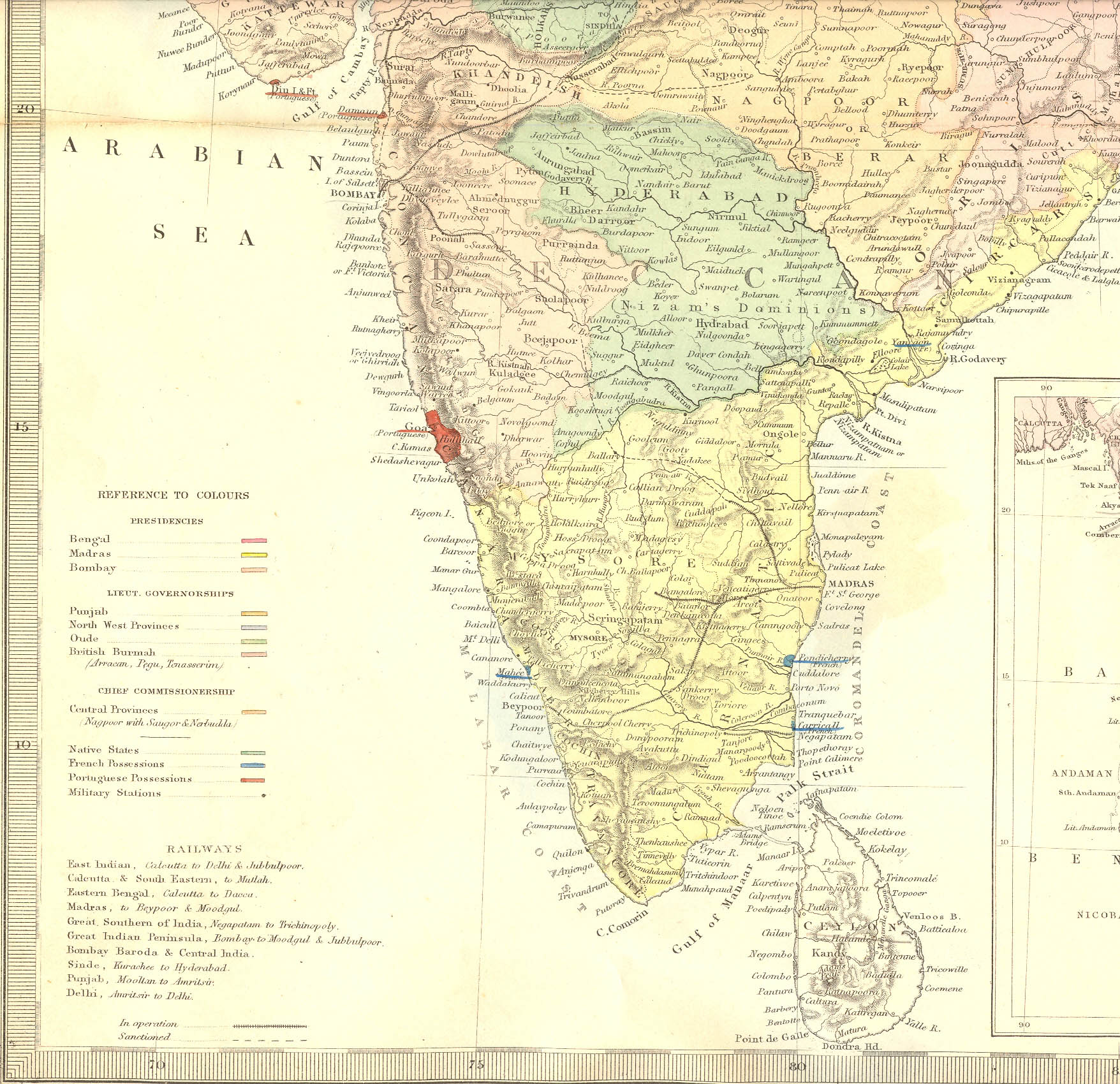
"India," 1861, a map by J. and C. Walker. Spelled as "Killiannee".
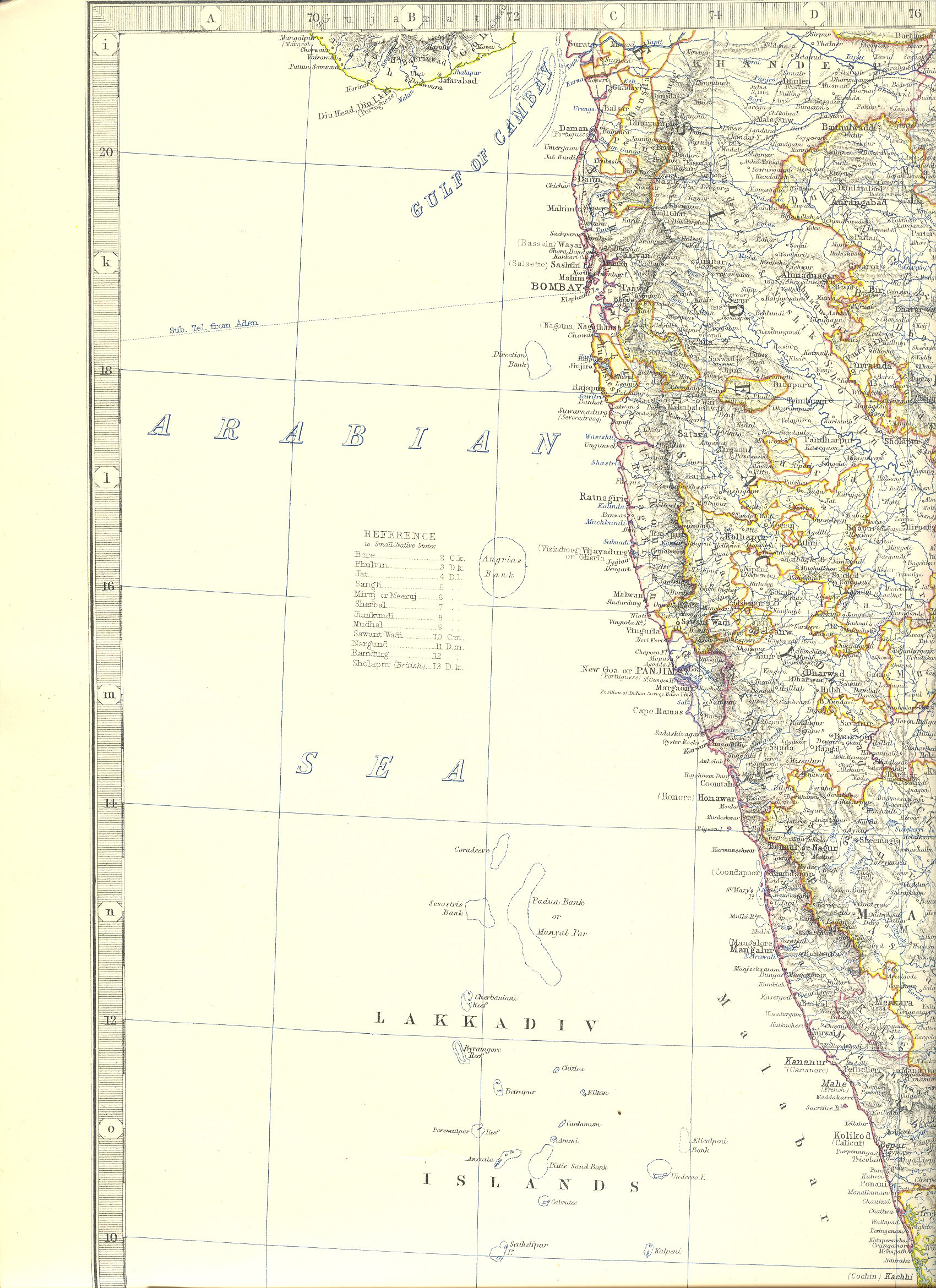
"India", by Alexander Keith Johnson, from his "Royal Atlas of Modern Geography," London, 1873. Spelled "Kalyan".
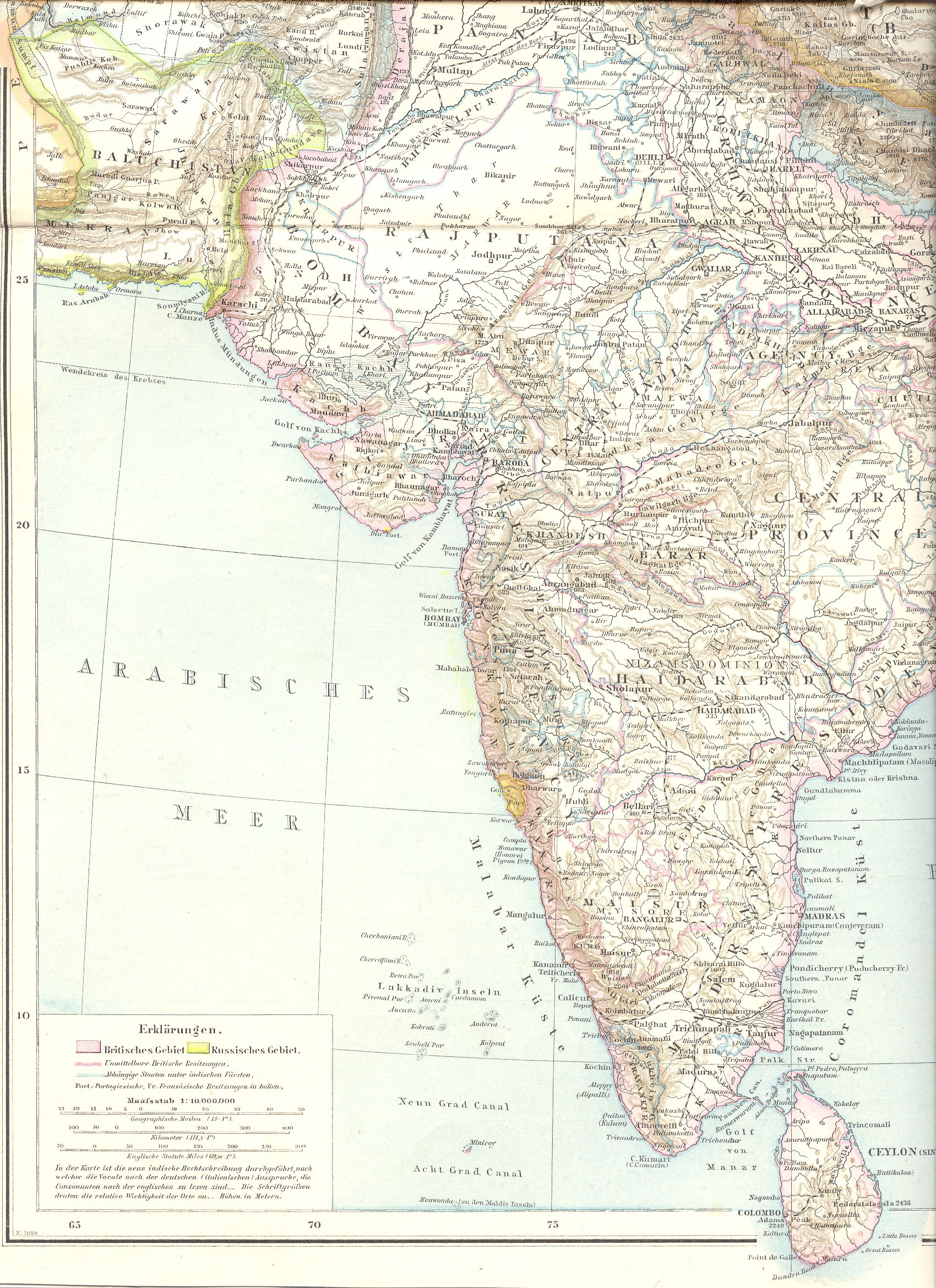
Leipzig: Verlag con Velhagen & Klasing, 1881. Spelled as "Kalyan"
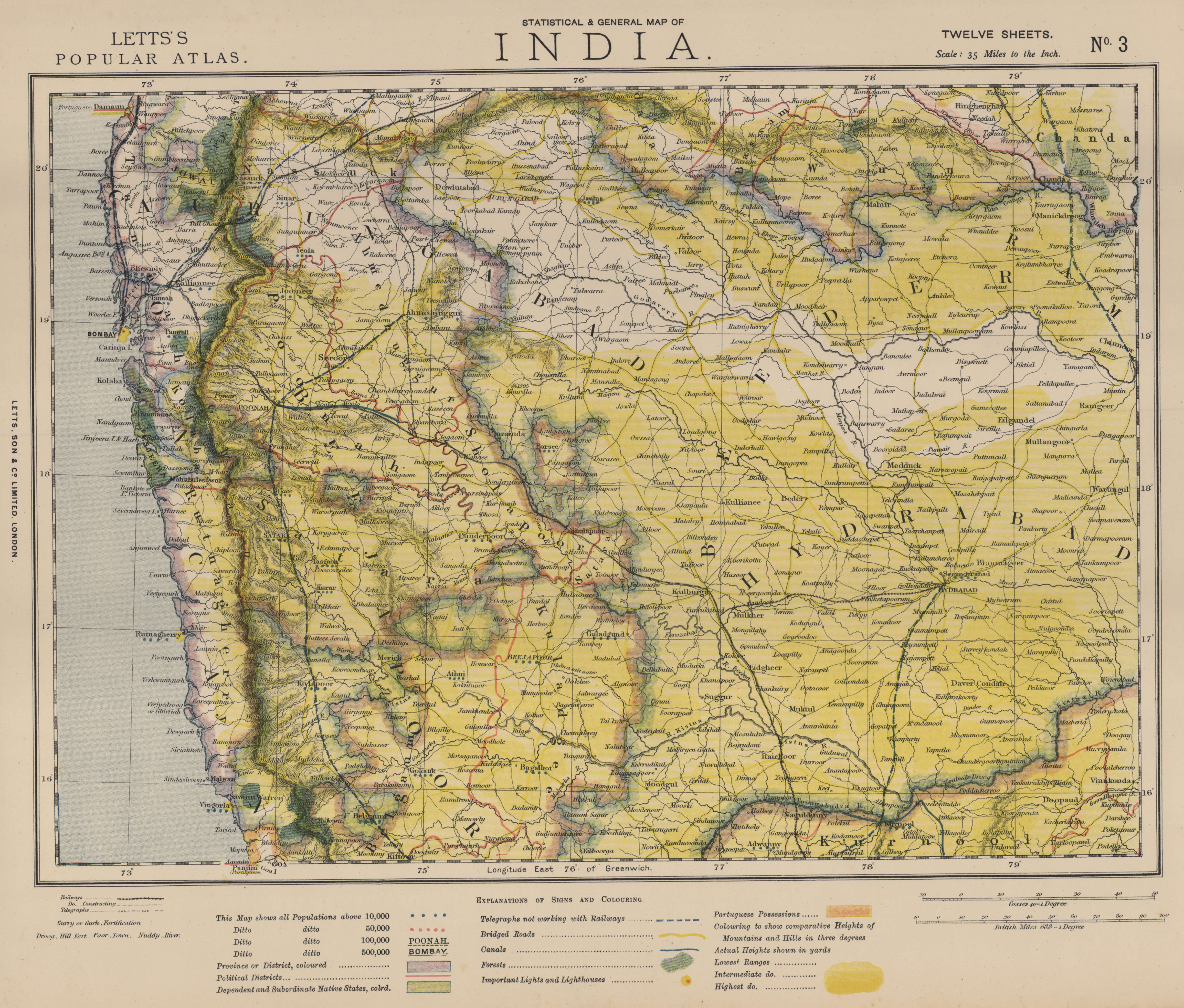
Letts's Popular Atlas, 1883 (Letts & Co., London), Spelled "Kalliannee".
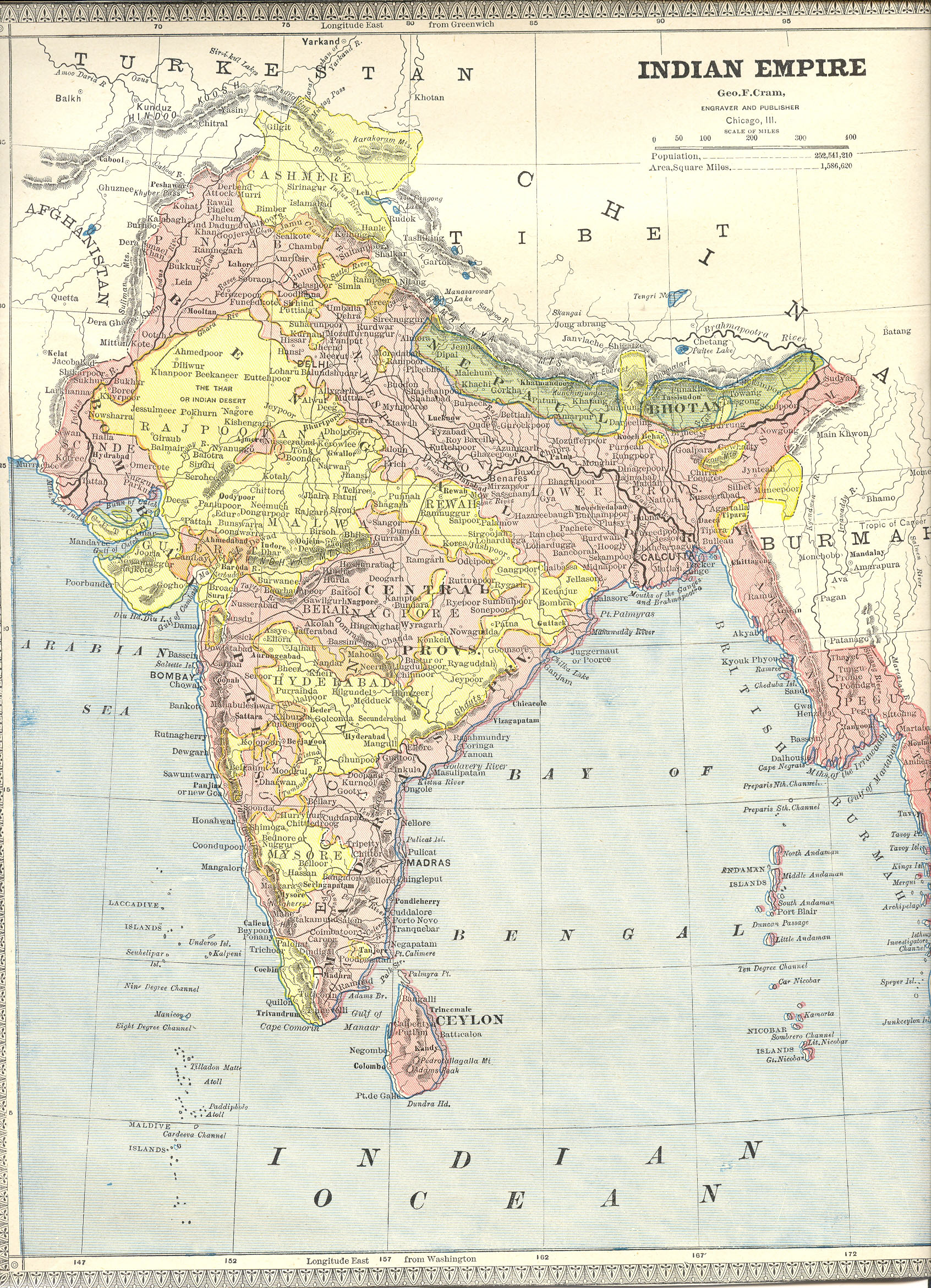
Cram atlas map, 1885. Spelled as "Callian".